# Cal Bep Nou
Cal Bep Nou és una masia del municipi d'Avià inclosa en l'Inventari del Patrimoni Arquitectònic de Catalunya.

## Descripció
Masia que ha patit algunes modificacions que han alterat el seu aspecte primitiu. El parament és de carreus de pedra amb les cantonades i marcs d'obertures de maó. Al cantó de llevant hi trobem dues obertures d'arc de mig punt separades per un pilar de maó que tenen baranes de ferro força senzilles. La resta d'obertures són petites i allindanades. La coberta és a dues aigües amb teula àrab. A la teulada hi trobem algunes modificacions, de la mateixa manera que a la coberta del cos annex, realçada amb maó, elements que emmascaren la construcció original.

## Història
La casa fou construïda el 1910. L'actual propietari és Josep Parera que la rebé com a herència. Les terres on està edificada pertanyien a cal Bep vell.